# Bittacus alexanderi
Bittacus alexanderi is een schorpioenvlieg uit de familie van de hangvliegen (Bittacidae). De wetenschappelijke naam van de soort is voor het eerst geldig gepubliceerd door Byers in 1999.
De soort komt voor in Mexico (Puebla).